# Heliconius demeter
Espèce
Heliconius demeter est un insecte lépidoptère appartenant à la famille des Nymphalidae, à la sous-famille des Heliconiinae et au genre Heliconius.

## Description
C'est un grand papillon aux ailes allongées et arrondies de couleur marron et orange. Les ailes antérieures ont une petite partie basale orange et le reste marron coupé d'une barre de taches jaune pâle. Les ailes postérieures sont marron avec des lignes orange allant de la base jusqu'à la marge.
Le revers est semblable, avec un peu moins de coloration orange.

### Chenilles
La chenille est jaune avec des taches et des lignes noires une tête et de épines noires.

## Biologie

### Plantes hôtes
Les plantes hôtes sont des Dilkea et Mitostemma.

## Écologie et distribution
Il est présent en Guyane, en Guyana, en Équateur, en Bolivie, au Brésil et au Pérou.

### Biotope
Il réside dans la forêt tropicale amazonienne.

## Systématique
Heliconius demeter a été décrit par l'entomologiste allemand Otto Staudinger en 1897 sous le protonyme de Papilio demeter

### Synonymie
- Papilio demeter Staudinger,  1897 protonyme
- Heliconius demeter f. similis Neustetter, 1931

### Noms vernaculaires
Il se nomme Demeter Longwing en anglais.

### Taxinomie
Sous-espèces .
- Heliconius demeter demeter ; présent au Brésil et  au Pérou.
- Heliconius demeter angeli Neukirchen, 1997; présent au Pérou.
- Heliconius demeter beebei Turner, 1966; présent en Guyana
- Heliconius demeter bouqueti Nöldner, 1901; présent en Guyane
- Heliconius demeter eratosignis Joicey et Talbot, 1925; présent au Brésil.
- Heliconius demeter karinae Neukirchen, 1990; présent au Brésil.
- Heliconius demeter neildi Neukirchen, 1997; en Équateur
- Heliconius demeter tambopata Lamas, 1985; présent au Pérou.
- Heliconius demeter terrasanta Brown & Benson, 1975; présent au Brésil.
- Heliconius demeter titan Neukirchen, 1995; présent au Brésil.
- Heliconius demeter turneri Brown et Benson; présent au Brésil.
- Heliconius demeter ucayalensis H. & R. Holzinger, 1975; présent au Pérou.
- Heliconius demeter ulysses Brown & Benson, 1975; présent en Bolivie.
- Heliconius demeter zikani Brown & Benson, 1975; présent au Brésil.